# ムトワラ州
ムトワラ州（ムトワラしゅう、Mkoa wa Mtwara）は、タンザニア南東部の州である。人口1,128,523人（2002年）、州都はモザンビーク国境に近い海辺の都市ムトワラである。

## 隣接州
北部にリンディ州、西部にルヴマ州、南部にロヴマ川を挟んでモザンビークのカボ・デルガード州、ニアサ州と接している。東部はインド洋が広がる。北方のリンディ州も元々はムトワラ州の区域であったが、分かれたためにこの州はかなり小さくなってしまった。

## 下位行政区画
- Masasi District
- Masasi Town Council
- Mtwara Rural
- Mtwara-Mikindani District
- Nanyumbu District
- Newala District
- Tandahimba District